# Steinbach (Rothenburg/O.L.)

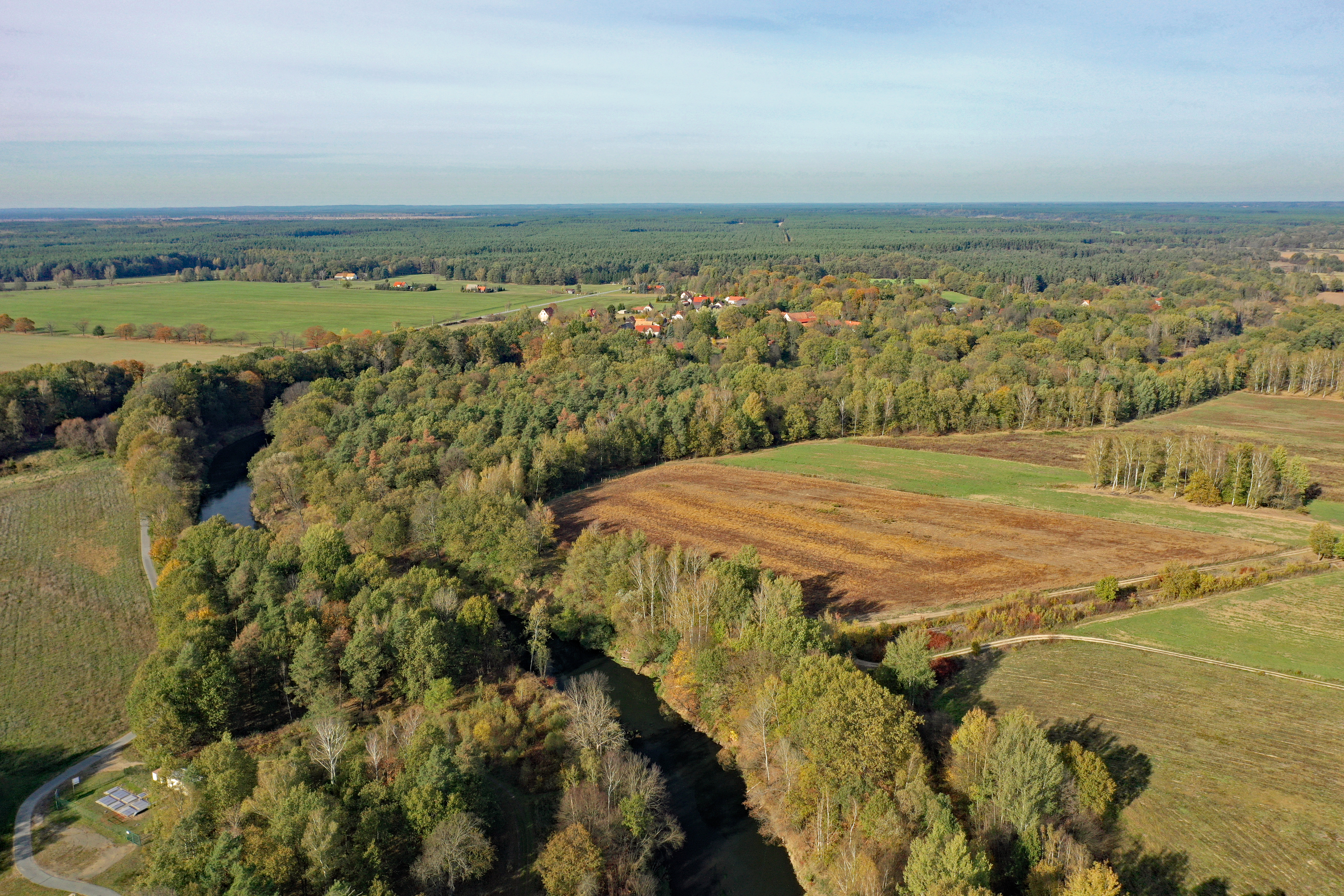
Neiße und Steinbach aus der Luft 2019

Steinbach (obersorbisch Kamjenica) ist der nördlichste Ortsteil der oberlausitzischen Kleinstadt Rothenburg/Oberlausitz.

## Geographie
Steinbach liegt als Straßendorf an der Staatsstraße 127, die entlang der Lausitzer Neiße von Bad Muskau über Rothenburg nach Görlitz führt. Nördlich liegt Klein Priebus, südlich liegen Ungunst, Neusorge und Lodenau. Auf der polnischen Neißeseite liegt Sanice (Sänitz).
Durch Steinbach führt der Oder-Neiße-Radweg und der Fernwanderweg Ziegenrück–Barth, jetzt Fernwanderweg Ostsee-Saaletalsperren und Teil des Europäischen Fernwanderweges E10.

## Geschichte

### Ortsgeschichte
Die urkundliche Ersterwähnung des Ortes wird auf das Jahr 1399 datiert. Zu dieser Zeit hieß der Ort noch Stincbach und war damit eine Siedlung an einem stinkenden, schlammigen Bach. Die Umdeutung des Namens erfolgte erst später, aus den Jahren 1519 und 1520 beispielsweise sind Styndbach und Stimbach überliefert; 1759 wurde der Ort Stimpach genannt und 1791 erfolgte schließlich eine Nennung in der heutigen Namensform Steinbach.
Ein Rittergut existierte in Steinbach spätestens seit dem 16. Jahrhundert. Im Jahr 1882 wurde Steinbach von Rothenburg nach Sänitz umgepfarrt.

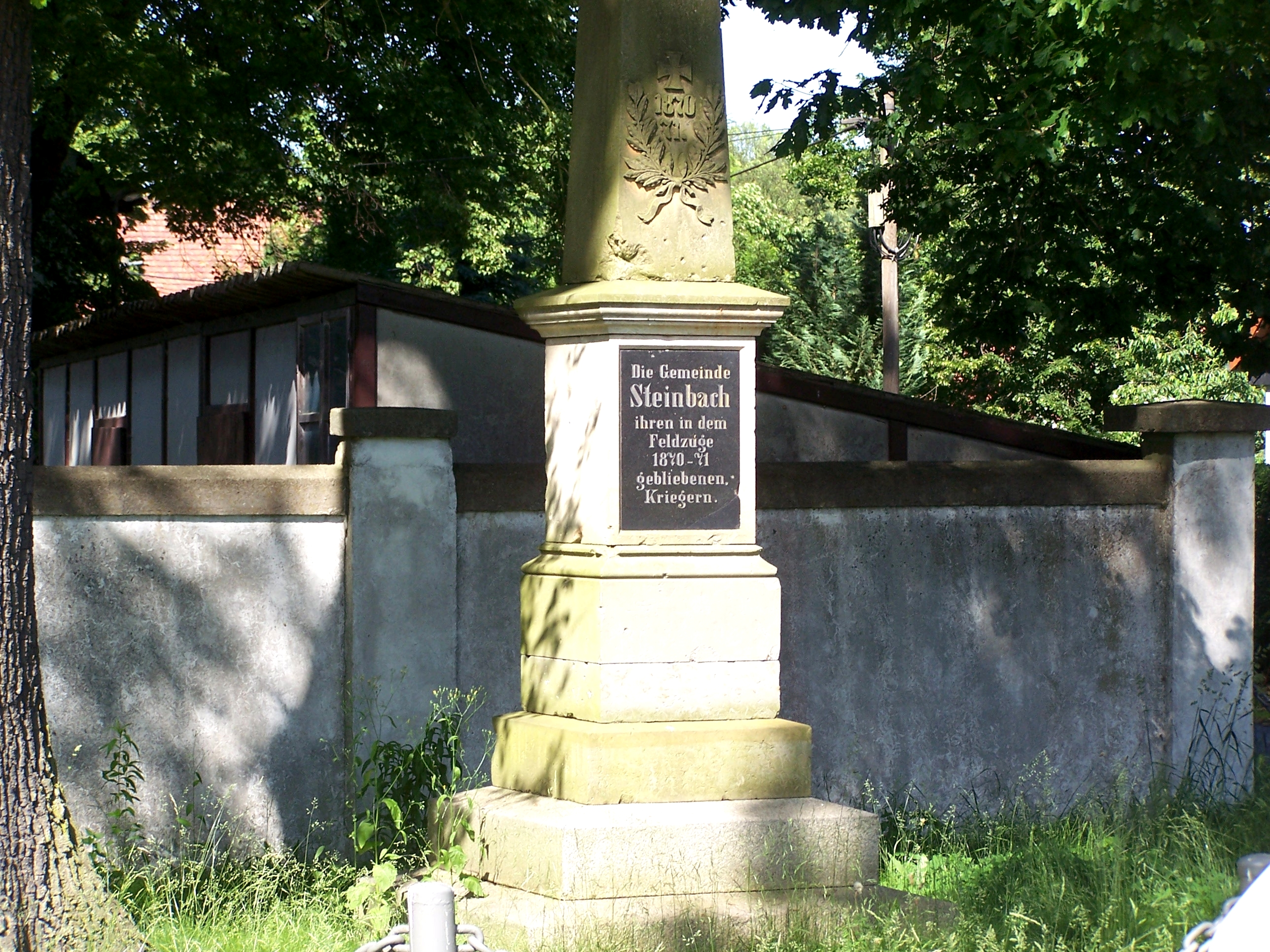
Denkmal für die Gefallenen des Deutsch-Französischen Kriegs

Nach langen Planungen und Bauverzögerungen wurde 1907 die Bahnstrecke Horka–Priebus eröffnet, die südlich von Steinbach die Neiße überquerte. Die nächsten Bahnhöfe waren in Lodenau und Sänitz.
Am 1. April 1938 wurde Steinbach auch politisch in Sänitz eingegliedert. Als nach dem Zweiten Weltkrieg die Oder-Neiße-Grenze die Gemeinde durchtrennte, wurde Steinbach wieder eine eigenständige Gemeinde.
Die gegen Kriegsende gesprengte Neißebrücke der Eisenbahn wurde nicht wieder aufgebaut. Auf deutscher Seite wurde die Strecke wieder in Betrieb genommen und 1947 wurde am Kilometer 15,0 ein provisorischer Haltepunkt eingerichtet, der nach einer Ostverlegung der Grenze und dementsprechend voller Wiederübernahme der Strecke wieder abgebaut werden sollte. Da die Grenzziehung bestätigt wurde, nannte man den Haltepunkt „km 15,0“ in Haltepunkt Steinbach um. Da die Bahnstrecke an Bedeutung verlor, wurde sie in den 1960er Jahren nur noch bis Lodenau betrieben.
Steinbach wurde am 1. Juli 1969 nach Lodenau eingemeindet und wurde am 1. Januar 1999, nach der Eingemeindung Lodenaus, ein Rothenburger Ortsteil.

### Bevölkerungsentwicklung
| Jahr | Einwohner |
| ---- | --------- |
| 1825 | 158       |
| 1837 | 228       |
| 1871 | 266       |
| 1885 | 229       |
| 1905 | 199       |
| 1925 | 284       |
| 1937 | 250       |
| 1946 | 308       |
| 1950 | 336       |
| 1964 | 255       |
| 2006 | 97        |
| 2011 | 89        |

Im Jahr 1777 waren die Auswirkungen der drei Schlesischen Kriege noch spürbar; obwohl seit 1763 Frieden herrschte, lagen sieben Wirtschaften noch immer wüst. Im Ort lebten in jenem Jahr acht besessene Mann, vier Gärtner sowie zehn Häusler.
Zwischen 1815 und 1945, als Steinbach zum preußisch-schlesischen Landkreis Rothenburg (Ob. Laus.) gehörte, bewegte sich die Einwohnerzahl zwischen 150 und 300. Nach dem Zweiten Weltkrieg wurde diese Marke überschritten, doch bereits in den 1960er Jahren fiel die Einwohnerzahl wieder auf Vorkriegsniveau. In den kommenden 50 Jahren sollte sie auf gut ein Drittel dieses Werts absinken.